# 로열 멜버른 공과대학교
로열 멜버른 공과대학(Royal Melbourne Institute of Technology, 약칭 RMIT 대학)은 오스트레일리아 빅토리아주 멜버른 도심에 인접한 공립대학이다. RMIT는 스페인 바르셀로나, 베트남 RMIT 국제 대학 2개의 글로벌 캠퍼스가 있으며, 주요 캠퍼스는 멜버른 City 캠퍼스(CBD) 및 근교의 번두라, 브룬스윅에 위치한 캠퍼스이다. 스페인의 바르셀로나캠퍼스, 싱가포르 캠퍼스, 베트남의 하노이와 호치민 캠퍼스에서는 설립된 일부 전공을 공부할 수 있다. 오스트레일리아 내에선, en:Australian Technology Network 대학 연합 및 GU8에 가맹하고있으며, 120년 이상의 전통을 자랑 멜버른 대학과 모나쉬 대학, 시드니 대학과 함께 오스트레일리아를 대표하는 World University 상위1%의 대학이다.
2025년 QS World Ranking 123위 (출처 Qs Ranking 2025)
2025년 세계 대학교 영향력 순위 5위 (THE TIMES 2025)
2025년 기준 전세계 대학교 순위123위 (Qs Ranking 2025),
타임스(TIMES)가 발행하는 세계대학순위(The Times Higher Education Supplement, 2004)의 세계 상위 200대 대학에서 55위를 차지했고,QS World University Ranking Top 100에서 또한 상위권 대학으로 꾸준히 이름을 올린다. 특히, 금융/회계학, 공학, 교육학, 인문학 전공은 50위권에, 건축학은 10위권에 랭크된다. 이 중에서도 디자인학(School of art)은 세계10대 대학으로 특히 명성이 두드러진다.

## 약력
- 1887년 현재 시티 캠퍼스의 부지에 전신으로하는 Working Men 's College가 개설. (주립화된 학과의 증설, 다른 학교의 합병, 개칭 등을 겪는다.)
- 1992년 - Royal Melbourne Institute of Technology Act (빅토리아 주법)에 의해 대학으로 인정된다. (그때까지 멜버른 대학 학위를 인정하고 있었다.)
- 1993년 - RMIT 대학 (RMIT University)을 개칭

## 조직
3 개의 학술적인 분야에 크게 나눌 수, 25 학부 로 구성되어있다. :
- 사업 분야
  - 회계학 법학
  - 비즈니스 정보 공학
  - 비즈니스 TAFE 학교
  - 경제학 재무 마케팅
  - 경영 대학원
  - 관리

디자인 사회 배경 분야
- 건축 디자인
- 건축학과
- 패션학과
- 산업 디자인학과
- 인테리어 디자인학과
- 조경학과

예술
- Fine Art and Visual Art
- Public Art
- Arts Management

디자인 (TAFE)
- Building Design
- Furniture Design and Technology
- Graphic Design
- Interior Decoration and Design
- Printing and Graphic Prepress
- Product Design
- Visual Merchandising

교육
패션 섬유
- Fashion Design and Technology
- Fashion and Textile Merchandising
- Footwear
- Textile Design
- Textile Technology

국제관계 사회과학 계획
- Environment, Planning and Sustainability
- Global Studies
- Justice and Community Safety
- Languages
- Social Studies
- Social Work, Community and Human Services
- Translating and Interpreting
- Youth Work

미디어 커뮤니케이션
- Games and Animation
- Media, Journalism, Screen and Music
- Advertising, Design and Photography
- Writing, Communication and Public Relations

부동산 건축 프로젝트 관리
- Construction Management
- Project Management
- Property and Valuations
- Real Estate

과학 공학 건강 분야
- 우주 공학 기계 공학 산업 공학
  - Aerospace and Aviation Engineering
  - Manufacturing and Materials Engineering
  - Mechanical and Automotive Engineering

응용 과학
- Applied Sciences
- Chemistry
- Consumer Science
- Biotechnology and Biological Sciences
- Environmental Science
- Food Science
- Nanotechnology
- Occupational Health and Safety
- Physics

토목 공학 및 환경 공학 화학 공학
- Civil Engineering
- Chemical Engineering
- Environmental Engineering

정보 과학 정보 기술
- Distributed Software Engineering and Architecture
- Distributed Systems and Networking
- Discipline Head, Information Storage, Analysis and Retrieval
- Intelligent Systems

전기 및 컴퓨터 공학
- Electronics and Biomedical Engineering
- Communication Engineering
- Electrical, Energy and Control Systems Engineering
- Computer and Network Engineering

공학 (TAFE)
- Aerospace and Manufacturing
- Building Services
- Electrotechnology and Communication
- Innovations and Projects

건강 과학
- Chinese Medicine
- Chiropractic
- Disability Studies
- Nursing and Midwifery
- Osteopathy
- Psychology
- Wellbeing

생명 과학 / 물리학
- Biotechnology
- Computer Science
- Conservation and Land Management
- Dental
- Food Technology
- Laboratory Technology
- Nursing and Allied Health
- Occupational Health and Safety
- Optical
- Remedial Massage (Myotherapy)

수학 지리 과학
- Geospatial Science
- Mathematical Sciences

의료과학
- Cell Biology and Anatomy
- Exercise Sciences
- Laboratory Medicine
- Medical Radiations
- Pharmaceutical Sciences

## 같이 보기
- 오스트레일리아의 대학 목록